# Cot (Oreamuno)
Cot es el segundo distrito del cantón de Oreamuno, en la provincia de Cartago, de Costa Rica.

## Ubicación
Se encuentra a unos cinco kilómetros al noreste de la ciudad de Cartago, en las faldas del volcán Irazú.

## Historia
Cot es uno de los pueblos más antiguos de Costa Rica y se le cita también como Coo o Có. Aparece mencionado en las nóminas de pueblos indígenas dados en encomienda en 1569 por el gobernador español Pero Afán de Ribera y Gómez, documentos en los que se menciona a sus dos reyes, Chumazara y Aquitava. Sus habitantes pertenecían a la etnia huetar y sumaban 350, aunque también se ha sugerido que esa cifra podría representar 350 familias y no individuos. La mitad del pueblo fue encomendada a un conquistador llamado Pero Díaz y la otra mitad a Domingo Hernández.
En los mismos textos se menciona a otro pueblo llamado Istarú, con la indicación de que se hallaba "arriba de Coo". Su encomendero fue Cristóbal de Alfaro, quien también recibió la encomienda de Xarixaba, y los pueblos de Aquiay hasta Atirro.
Alrededor de 1575 se organizó una reducción en ese lugar, y se erigió una iglesia dedicada a San Antonio. El templo estuvo a cargo de frailes franciscanos hasta principios del siglo XIX. Además, la población fue dotada de un cabildo o ayuntamiento, que subsistió también hasta la primera mitad del siglo XIX. Hasta 1826, año en que se permitió el asentamiento de otras personas en el lugar, su población fue exclusivamente indígena.

## Geografía
Cot cuenta con un área de 14,86 km² y una altitud media de 1810 m s. n. m.
Los terrenos aledaños a Cot son quebrados, pero muy fértiles por su origen volcánico.

## Clima
El clima es frío y neblinoso.

## Demografía
Para el año 2022, Cot cuenta con una población estimada de 10 739 habitantes, y para el último censo efectuado, en 2011, Cot contaba con una población de 9630 habitantes.

## Localidades
- Poblados: Mata de Mora, Páez (parte), Paso Ancho, San Cayetano.

## Economía
Se cultivan papas, maíz y legumbres, y también hay actividad ganadera. 

## Transporte

### Carreteras
Al distrito lo atraviesan las siguientes rutas nacionales de carretera:
- Ruta nacional 219
- Ruta nacional 230
- Ruta nacional 402